# Mahamane Jean Padonou
Mahaman(e) Jean Philippe Padonou (* 23. August 1954 in Maradi; † 2020) war ein nigrischer Unternehmer und Politiker.

## Leben
Mahamane Jean Padonou ging in Niger auf die Grund- und Mittelschule. Danach besuchte er das Institut für Transport- und Transitwesen der SCAC-Gruppe in Abidjan, das er mit einem Diplom für obere Führungskräfte in Logistik und Transit verließ. Er war ab 1976 für verschiedene Transportunternehmen in Niger tätig. 1984 machte er sich mit seinem eigenen Transportunternehmen UNITRAF selbstständig. Padonou war ab 1988 als Berater für Mamadou Tandja tätig, der damals Mitglied des regierenden Obersten Militärrats war. In den 1990er Jahren gründete er weitere Unternehmen in Benin und in der Elfenbeinküste. Mamadou Tandja wurde 1999 für die Partei MNSD-Nassara zum Staatspräsidenten Nigers gewählt. Padonou erhielt daraufhin den Rang eines Sonderberaters, gab diesen Posten jedoch 2004 nach einem Zerwürfnis mit Tandja auf. 
Er wurde Mitglied der Partei RSD-Gaskiya, als deren stellvertretender Vorsitzender er von 2006 bis 2011 fungierte. Wie bereits für den MNSD-Nassara spielte er auch für den RSD-Gaskiya eine wichtige Rolle bei der Wählermobilisierung in seiner Heimatstadt Maradi. Während der Sechsten Republik (2009–2010) war er zweiter Vizepräsident der Nationalversammlung. Amadou Cheiffou, der Parteivorsitzende des RSD-Gaskiya, gab für den zweiten Durchgang der Präsidentschaftswahlen in Niger 2011 eine Wahlempfehlung für Mahamadou Issoufou vom PNDS-Tarayya ab. Mahamane Jean Padonou stellte sich gegen diese Entscheidung und wurde daraufhin aus dem RSD-Gaskiya ausgeschlossen. 2014 gründete er eine neue Partei mit sich als Vorsitzendem, die Versammlung für Demokratie und Fortschritt (CDP-Marhaba Bikhum). Er ging bei den Präsidentschaftswahlen von 2016 für die CDP-Marhaba Bikhum ins Rennen und wurde mit 0,35 % der Stimmen vierzehnter von fünfzehn Kandidaten.
Padonou war verheiratet und hatte sechs Kinder. Er starb im Zuge der COVID-19-Pandemie.